# Литвиненко Ігор Іванович
І́гор Іва́нович Литвине́нко (22 липня 1928, Дніпропетровськ) — український хімік. Кандидат технічних наук.

## Біографія
Народився у сім'ї військовослужбовця. Під час війни із сім'єю перебував в евакуації в Оренбурзькій області, де в 13 років працював паяльщиком на сигнальному заводі в селищі Новосергієвка.
1946 року закінчив середню школу та вступив до Харківського хіміко-технологічного інституту. 1951 року закінчив інститут і за рекомендацією свого вчителя професора Василя Атрощенка продовжив навчання в аспірантурі.
Захистив кандидатську дисертацію «Дослідження процесу поглинання окислів азоту водними розчинами азотної кислоти при знижених температурах». Після цього працював у Харківському політехнічному інституті асистентом на кафедрі загальної хімічної технології, процесів і апаратів. 1958 року ухвалою ВАК СРСР Литвиненку надали звання доцента.
Із вересня 1963 до серпня 1964 року Литвиненко перебував на науковому стажуванні в Угорщині — у Веспрському хіміко-технологічному інституті. Він стажувався в академіка Угорської академії наук Антола Ласко.
Разом із Василем Івановичем Атрощенком, Г. К. Гончаренком, В'ячеславом Тихоновичем Єфимовим брав активну участь у становленні нової спеціальності «Автоматизація хімічних виробництв» у Харківському політехнічному інституті, був одним з організаторів кафедри автоматизації  хімічних виробництв (1964). На цій кафедрі працював доцентом, а згодом — професором, заступником завідувача кафедри.
1980 року Литвиненка відрядили в Афганістан, де до 1984 року він працював завідувачем кафедри хімії та хімічної технології Кабульського політехнічного інституту. Тоді мовою фарсі було видано три навчальні посібники Литвиненка: «Розрахунок звужувальних пристроїв», «Дипломне проектування», «Автоматика й автоматизація хімічних виробництв».